# (8984) Derevyanko
(8984) Derevyanko est un astéroïde de la ceinture principale.

## Description
(8984) Derevyanko est un astéroïde de la ceinture principale. Il fut découvert le 22 août 1977 à Naoutchnyï par Nikolaï Tchernykh. Il présente une orbite caractérisée par un demi-grand axe de 2,65 UA, une excentricité de 0,24 et une inclinaison de 10,3° par rapport à l'écliptique.

## Compléments